# Дорнум
Дорнум (њем. Dornum) општина је у њемачкој савезној држави Доња Саксонија. Једно је од 24 општинска средишта округа Аурих. Према процјени из 2010. у општини је живјело 4.796 становника. Посједује регионалну шифру (AGS) 3452027.

## Географски и демографски подаци
Дорнум се налази у савезној држави Доња Саксонија у округу Аурих. Општина се налази на надморској висини од 0 метара. Површина општине износи 76,8 km². У самом мјесту је, према процјени из 2010. године, живјело 4.796 становника. Просјечна густина становништва износи 62 становника/km².